# François Jérosme
Pour les articles homonymes, voir Jérôme.
François Jérosme, né le 11 août 1954 à Orléans, est un acteur français.

## Théâtre
- 1975 : Le Retable des merveilles de Miguel de Cervantes au théâtre d'Orléans
- 1975 : Antigone de Sophocle au théâtre d'Orléans
- 1977 : Les Aventures d'Albert le renard de Bernard Chartreux au Centre national de création d'Orléans (CADO)
- 1977-1978 : Les Fourberies de Scapin de Molière au CADO et en tournée
- 1978 : Les Fourberies de Scapin de Molière au théâtre de l'Athénée-Louis-Jouvet
- 1978-1979 : Jules César de Shakespeare au théâtre de l'Est parisien
- 1979-1980 : Maître Puntila et son valet Matti de Brecht au théâtre de l'Est parisien
- 1980 : Le Petit Prince de Saint-Exupéry aux entrepôts Laînée et au Grand Théâtre de Bordeaux
- 1981 : L'Affaire Blanche-Neige de François Jerosme, spectacle d'imitations au Don Camilo
- 2011-2021 : Co-écriture et interprétation de six spectacles "Renaissance" donnés en abbayes, églises, châteaux et manoirs percherons.

## Filmographie

### Cinéma
- 1998 : La Dilettante de Pascal Thomas : photographe procès
- 2007 : Faubourg 36 de Christophe Barratier : Poupard, comique troupier
- 2008 : Incognito d'Éric Lavaine : le mari de la femme du réalisateur
- 2010 : L'Attaque du monstre géant suceur de cerveaux de l'espace de Guillaume Rieu : professeur Georges Quatermass
- 2012 : En solitaire de Christophe Offenstein : animateur PC Course
- 2012 : Mort ou Fisc (moyen métrage) de Jérôme Blanquet et Jérémy Rochigneux : André Boulet
- 2013 : Tarim le brave contre les mille et un effets (moyen métrage) de Guillaume Rieu : le méchant sorcier / le bon génie
- 2013 : Des lendemains qui chantent de Nicolas Castro : Jacques Chirac

### Télévision
- 1986 : Tous en boîte de Charles Nemes
- 2001 : Julie Lescaut, d'Alain Wermus : Roland Menard
- 2003 : Marylin et ses enfants de Charli Beléteau
- 2005 : Les faut-il ? d'Éric Lavaine : le docteur
- 2011 : Zac de Fabrice Laffont et Denis Thibaud
- 2012 : Histoire belge de Myriam Donasis : voix, imitation de Benoît Poelvoorde
- 2014 : Le Voyage de Monsieur Perrichon d'Éric Lavaine : l'aubergiste du Montenvers

## Doublage

### Cinéma
- Le Chien, le Général et les Oiseaux de Francis Nielsen : le Général et voix diverses
- Persepolis de Vincent Paronnaud et Marjane Satrapi :  l'oncle Anouche et voix diverses
- The reader de Stephen Daldry : le juge

### Télévision
- Voix du Bébête show sur la cinq
- Les Guignols de l'info du début (arènes de l'info) à la fin
- Téléchat de Roland Topor et Henri Xhonneux : GTI et voix diverses
- Groland
- Vidéo Gag :  voix-off masculine de l'émission de l'origine jusqu'à sa disparition
- Voix diverses de séries animées : Les Sales Blagues de l'Écho, Marcelino, Sharky et Georges, Pigeon Boy, Blaise le blasé, Sally Bollywood, Avez-vous déjà vu..?, Bunny Maloney, AAAArt, Copy Cut, Marcus Level...
- Voix diverses de séries filmées: The middle, Gentleman Jack, Little birds...
- L'hôtel du temps de Thierry Ardisson : Voix de Jean Gabin

### Jeux vidéo
- Full Throttle : Todd Newlan
- Pouce-Pouce sauve le zoo : le père de Galipette
- Skylanders : Swap Force :  Magna Charge et Rip Tide
- Star Wars Dark Forces : Kyle Katarn, Dark Vador
- Star Wars Rebel Assault II - The Hidden Empire : pilote Darnell Reggs, officier impérial, stormtroopers
- Star Wars Jedi Knight: Dark Forces II : Jerec, Qu Rahn, officiers impériaux, stormtroopers

### Divers
- Nombreuses voix pour des docu-fictions et documentaires pour Planète, La Cinq, Arte
- Habillages Canal+ (Cinéma cinéma), TF1 (mondial de foot), France Télévisions (le tour de France, Roland Garros), Europe 1
- Plus de 12000 campagnes de publicité (radio, télévision, cinéma) enregistrées depuis 1979, chantier en cours